# Морони (Фрозиноне)
Морони је насеље у Италији у округу Фрозиноне, региону Лацио.
Према процени из 2011. у насељу је живело 234 становника. Насеље се налази на надморској висини од 299 м.